# Weideputkopje
Het weideputkopje (Baryphyma pratense) is een spinnensoort in de taxonomische indeling van de hangmatspinnen (Linyphiidae).
Het dier komt uit het geslacht Baryphyma. Baryphyma pratense werd in 1861 beschreven door John Blackwall.